# Inondazione di Santa Lucia
L'inondazione di Santa Lucia (in olandese Sint-Luciavloed, in tedesco Luciaflut), avvenuta il 14 dicembre 1287, interessò le zone costiere del Mare del Nord in seguito ad una mareggiata che colpì le coste degli attuali Paesi Bassi e della Bassa Sassonia. Prende il nome da Santa Lucia, festeggiata il 13 dicembre, notte nella quale la tempesta iniziò ad abbattersi sulle coste. L'inondazione causò la morte di un numero tra 50 000 e 80 000 persone in quella che è stata calcolata essere la sesta più grande inondazione registrata nella storia. Il Mare del Nord invase le acque dolci del lago Flevo, distruggendo numerose barriere di dune e trasformando il lago stesso in una baia che prese il nome di Zuiderzee (Mare del Sud). Molte terre costiere, nell'attuale Mare dei Wadden, furono permanentemente inondate. L'isola di Griend fu quasi completamente distrutta, solo 10 case rimasero in piedi.
Questo disastro ebbe delle cause simili a quelle che generarono l'inondazione causata dal mare del Nord nel 1953, dove un'estrema bassa pressione venne a coincidere con un'alta marea amplificando gli effetti della tempesta.
Anche se non conosciuta col nome di Santa Lucia, la stessa tempesta si abbatté sulle coste inglesi del Mare del Nord uccidendo centinaia di persone.